# Schoenberg (cràter)
Schoenberg és un cràter d'impacte en el planeta Mercuri de 28 km de diàmetre. Porta el nom del compositor austríac Arnold Schoenberg (1874-1951), i el seu nom va ser aprovat per la Unió Astronòmica Internacional el 1976.